# Monstret i Florens (TV-serie)
Monstret i Florens (originaltitel:  Il mostro) är en italiensk thriller- och kriminaldramaserie som har en planerad premiär den 22 oktober 2025 på strömningstjänsten Netflix. Serien som består av fyra avsnitt är baserad på verkliga händelser, och skapad av Leonardo Fasoli och Stefano Sollima.

## Handling
Serien handlar om den italienska seriemördaren som satte skräck i landet i 17 år och som gick under epitetet Monstret i Florens.

## Rollista (i urval)
- Liliana Bottone
- Giacomo Fadda - Francesco
- Francesca Olia - Barbara
- Niccolo Cancellieri - Piero
- Nicolo Pasetti - Wilhelm